# DeepDotWeb
DeepDotWeb fue un sitio de noticias dedicado a eventos sobre la web oscura que incluía entrevistas y reseñas sobre mercados de la web oscura, así como noticias sobre servicios ocultos de Tor, acciones por parte de las autoridades, privacidad, Bitcoin, y noticias relacionadas. El sitio fue cerrado el 7 de mayo de 2019 durante una investigación en el modelo de marketing de afiliación del dueño, en el cual recibía dinero por publicar enlaces a ciertos mercados de la dark web.
Su cobertura ha incluido redadas contra mercados, un proyecto de financiación colectiva de pedófilos, detalles del hackeo de mercados, así como la diversificación de los mercados, con mercados como TheRealDeal, el cual vendía vulnerabilidades de software.
En mayo de 2015, McAfee cubrió en un blog un servicio gratuito de ransomware como servicio llamado 'Tox' alojado en la web oscura, cuyos desarrolladores dieron una entrevista a DeepDotWeb.

## Captura del dominio

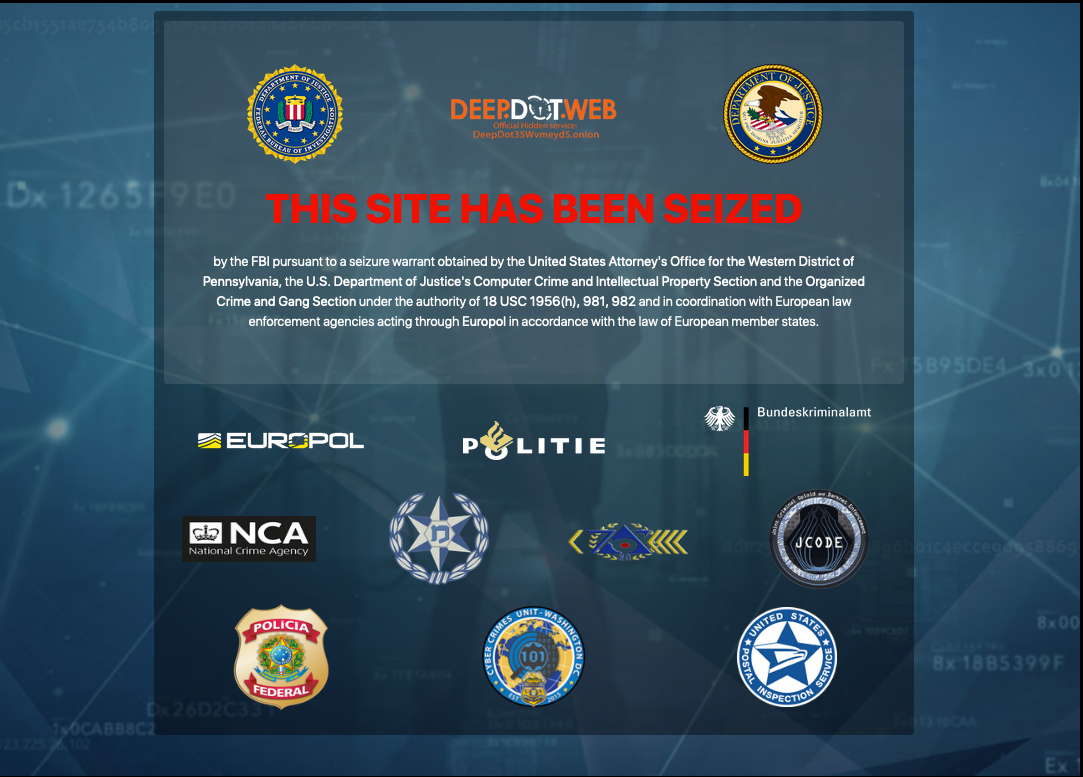
Aviso al visitar el sitio

El 7 de mayo de 2019 el dominio de DeepDotWeb, así como su sitio oculto, fueron redirigidos a un aviso de captura de dominio. El aviso fue presentado por el FBI y mostraba los logotipos de EUROPOL y numerosas agencias policiales afiliadas, incluyendo la National Crime Agency de Inglaterra, y la Oficina Federal de Investigación Criminal de Alemania. La policía israelí alegó que los dueños de DeepDotWeb habían recibido Bitcoin por publicar enlaces a mercados negros de la web profunda.